# 1221 (szám)
Az 1221 (római számmal: MCCXXI) az 1220 és 1222 között található természetes szám.

## A szám a matematikában
A tízes számrendszerbeli 1221-es a kettes számrendszerben 10011000101, a nyolcas számrendszerben 2305, a tizenhatos számrendszerben 4C5 alakban írható fel.
Az 1221 páratlan szám, összetett szám, szfenikus szám. Kanonikus alakja 31 · 111 · 371, normálalakban az 1,221 · 103 szorzattal írható fel. Nyolc osztója van a természetes számok halmazán, ezek növekvő sorrendben: 1, 3, 11, 33, 37, 111, 407 és 1221.
Huszonnégyszögszám.
Az 1221 huszonhét szám valódiosztó-összegeként áll elő, ezek közül legkisebb a 3651.

## Csillagászat
- 1221 Amor kisbolygó